# Daniel Vidart
Daniel Vidart (* 7. Oktober 1920 in Paysandú; † 14. Mai 2019) war ein uruguayischer Anthropologe.

## Werke
- Tomás Berreta. La Industrial, Montevideo, 1946
- Esquema de una Sociología Rural Uruguaya. Ministerio de Ganadería y Agricultura, Montevideo, 1948
- Sociología Rural. Salvat, Barcelona, 2 vol. 1960
- Teoría del tango. Banda Oriental, Montevideo, 1964
- Los pueblos prehistóricos del territorio uruguayo. Centro Paul Rivet, Montevideo, 1965
- Caballos y jinetes. Pequeña historia de los pueblos ecuestres. Arca, Montevideo, 1967;
- El paisaje uruguayo. El medio biofísico y la respuesta  cultural  de  su habitante. Alfa, Montevideo, 1967
- El tango y su mundo. Tauro, Montevideo, 1967
- Ideología y realidad de América. Universidad de la República, Montevideo, 1968
- El legado de los inmigrantes (mit Renzo Pi Hugarte), Nuestra Tierra, Montevideo, 1969–1970
- Los muertos y sus sombras. Cinco siglos de América. Banda Oriental, Montevideo, 1993
- El juego y la condición humana. Banda Oriental, Montevideo, 1995
- El mundo de los charrúas. Banda Oriental, Montevideo, 1996
- Los cerritos de los indios del Este uruguayo. Banda Oriental, Montevideo, 1996
- La trama de la identidad nacional, Banda Oriental, Montevideo:
  - Tº lº Indios, negros, gauchos, 1997
  - Tº 2º El diálogo ciudad – campo, 1998
  - Tº 3º El espíritu criollo, 2000
- Un vuelo chamánico. Editorial Fin de Siglo, Montevideo, 1999;
- El rico patrimonio de los orientales. Banda Oriental, Montevideo, 2003
- Cuerpo vestido, cuerpo desvestido. Antropología de la ropa interior femenina. (mit Anabella Loy). Banda Oriental, Montevideo, 2000
- Los fugitivos de la historia. Banda Oriental,  Montevideo, 2009
- Tiempo de Navidad. Una antropología de la fiesta. (mit Anabella Loy). Banda Oriental, Montevideo, 2009.
- Uruguayos. 2012
- Tiempo de carnaval. 2013
- Marihuana, la flor del cáñamo. Ediciones B. 2014